# Schattseite, Feld am See
Schattseite je naselje v Občini Feld am See v Okraju Beljak-dežela na Koroškem v Avstriji.